# Bogatyri/Sinjaja Balka
Bogatyri/Sinjaja Balka (Russisch: Богатыри/Синяя балка) is een vroegpaleolithische vindplaats aan de noordkust van het schiereiland Taman, in de landelijke nederzetting Akchtanizovski, district Temrjoek van de Russische kraj Krasnodar. Het is gelegen op de rotsachtige Kaap Bogatyr nabij het dorp Za Rodinoje op een aardverschuivingslocatie aan de oevers van de Zee van Azov, op een hoogte van 28 meter boven zeeniveau. De bewoningsperiode van de site was van 1 tot 1,5 miljoen jaar geleden. Ten westen van de Bogatyri/Sinjaja Balka-site liggen de sites van Kermek (rond 2 miljoen jaar BP) en Rodniki-1 (1,6-1,2 miljoen jaar BP).
De site werd in 2002 ontdekt op de paleontologische plaats Sinjaja Balka, een stratotype van het Taman-faunacomplex. Op de site werden naast overblijfselen van de Taman-fauna stenen werktuigen uit het vroegpaleolithicum gevonden.
In tegenstelling tot de kortetermijnlocaties Rodniki-2 en -1 werd Bogatyri/Sinjaja Balka door Homo erectus gebruikt als slachtplaats voor grote zoogdieren. Vondsten van botten getuigen van de jacht op zuidelijke olifanten (Elephas meridionalis), Kaukasische elasmotherium (Elasmotherium caucasicum), en in mindere mate  Stenon's paarden (Equus stenonis). Op de locatie werd een schedel van een Kaukasische elasmotherium van 1,5-1,2 miljoen jaar oud gevonden met een stenen speerpunt van verkiezeld dolomiet erin. Er zijn geen dolomietontsluitingen op de site zelf. Blijkbaar brachten mensen dolomietgrondstoffen vanuit de kustzone naar de vindplaats. In de meeste gevallen werden de stukken dolomiet en de daarvan gemaakte artefacten in de cultuurlaag tussen de botten van grote fossiele zoogdieren gevonden.
Op de Bogatyri-site is het aandeel afslaggereedschap 36,8%, op de Rodniki-1-site 28,6%, op de Kermek-site 28,3% en op de jongste site, Rodniki-4, 46,8%. De steenindustrie van de Bogatyri/Sinjaja Balka-site kan worden aangeduid als "pre-Oldowan" of "archaïsch Oldowan", vergelijkbaar met niet-Afrikaanse Pre-Oldovan-industrieën als Yiron (Israël), Vallone (Frankrijk), Barranco León, Fuente Nueva 3, Sima del Elefante (Spanje), Pirro Nord, Monte Poggiolo (Italië), en Dmanisi (Georgië)  .
De archaïsche Acheuléen-industrie op de locaties van Rodniki-1, Rodniki-4 en Bogatyri/Sinjaja Balka dateert in het tijdsinterval van 1,6 tot 1,2 miljoen jaar BP.